# Participantes Independientes en los Juegos Paralímpicos
Los Participantes Independientes son un equipo que compitieron en los Juegos Paralímpicos sin representar a su país, bien porque este no está reconocido o se encuentra sancionado.

## Códigos Paralímpicos
| Edición             | Nombre                                    | Código |
| ------------------- | ----------------------------------------- | ------ |
| Barcelona 1992      | Participantes Paralímpicos Independientes | IPP    |
| Sídney 2000         | Atletas Paralímpicos Individuales         | IPA    |
| Río de Janeiro 2016 | Atletas Paralímpicos Independientes       | IPA    |
| Pyeongchang 2018    | Atletas Paralímpicos Neutrales            | NPA    |
| Tokio 2020          | Atletas rusos                             | RPC    |

## Juegos Paralímpicos de Barcelona 1992
Durante la celebración de los Juegos Paralímpicos de Barcelona 1992, Yugoslavia se encontraba sancionada por Naciones Unidas debido a las Guerras yugoslavas, y sus deportistas no podían participar en competiciones internacionales. El equipo paralímpico yugoslavo compitió bajo el nombre de Participantes Paralímpicos Independientes.
| Evento         | Oro | Plata | Bronce | Total |
| -------------- | --- | ----- | ------ | ----- |
| Barcelona 1992 | 4   | 3     | 1      | 8     |
| TOTAL          | 4   | 3     | 1      | 8     |

| Evento        | Oro | Plata | Bronce | Total |
| ------------- | --- | ----- | ------ | ----- |
| Atletismo     | 1   | 1     | 0      | 2     |
| Natación      | 1   | 1     | 0      | 2     |
| Tenis de mesa | 0   | 0     | 1      | 1     |
| Tiro          | 2   | 1     | 0      | 3     |
| TOTAL         | 4   | 3     | 1      | 8     |

## Juegos Paralímpicos de Sídney 2000
En los Juegos Paralímpicos de Sídney 2000, se designaron como Atletas Paralímpicos Individuales a los dos deportistas de Timor Oriental (atletismo y levantamiento de potencia).
Medallero por edición
| Evento      | Oro | Plata | Bronce | Total |
| ----------- | --- | ----- | ------ | ----- |
| Sídney 2000 | 0   | 0     | 0      | 0     |
| TOTAL       | 0   | 0     | 0      | 0     |

## Juegos Paralímpicos de Río de Janeiro 2016
El equipo de Atletas Paralímpicos Independientes estuvo formado por dos deportistas, uno de Siria (natación) y otro de Irán (atletismo).
Medallero por edición
| Evento              | Oro | Plata | Bronce | Total |
| ------------------- | --- | ----- | ------ | ----- |
| Río de Janeiro 2016 | 0   | 0     | 0      | 0     |
| TOTAL               | 0   | 0     | 0      | 0     |

## Juegos Paralímpicos de Pyeongchang 2018
El Comité Paralímpico Ruso fue suspendido del movimiento paralímpico el 7 de agosto de 2016, debido al escándalo del programa de dopaje patrocinado por el estado. El Comité Paralímpico Internacional ha permitido que los deportistas rusos participen en estos Juegos bajo el nombre de Atletas Paralímpicos Neutrales en cinco deportes (esquí alpino, esquí de fondo, biatlón, snowboard y curling en silla de ruedas).
| Evento           | Oro | Plata | Bronce | Total |
| ---------------- | --- | ----- | ------ | ----- |
| Pyeongchang 2018 | 8   | 10    | 6      | 24    |
| TOTAL            | 8   | 10    | 6      | 24    |

| Evento         | Oro | Plata | Bronce | Total |
| -------------- | --- | ----- | ------ | ----- |
| Biatlón        | 5   | 5     | 1      | 11    |
| Esquí alpino   | 1   | 1     | 2      | 4     |
| Esquí de fondo | 2   | 4     | 3      | 9     |
| TOTAL          | 8   | 10    | 6      | 24    |

## Juegos Paralímpicos de Tokio 2020
El 9 de diciembre de 2019, la Agencia Mundial Antidopaje (AMA) decidió excluir a Rusia de las competiciones paralímpicas por cuatro años en represalia al escándalo por dopaje en el deporte ruso. El Tribunal de Arbitraje Deportivo, al revisar la apelación de Rusia de su caso ante la AMA, dictaminó el 17 de diciembre de 2020 reducir la sanción impuesta por la AMA. En lugar de prohibir a Rusia participar en eventos deportivos, el fallo permitió a Rusia participar en los Juegos Paralímpicos y otros eventos internacionales, pero durante un período de dos años el equipo no puede usar el nombre, la bandera o el himno ruso y debe presentarse como «Atleta neutral» o «Equipo neutral». En abril de 2021, se anunció que Rusia competiría en los Paralímpicos de Tokio bajo el acrónimo «RPC» por el nombre en inglés del Comité Paralímpico Ruso.